# Cherish the Ladies

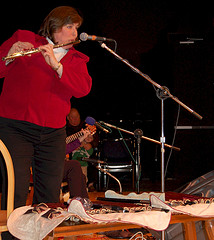
Joanie Madden.

Cherish the Ladies es un grupo femenino irlandés-estadounidense. El grupo se formó en 1985 en Nueva York. La líder, Joanie Madden, toca la flauta, la flauta irlandesa y canta. Las otras miembros tocan un amplio rango de instrumentos. Sus álbumes contienen tanto piezas instrumentales como vocales. El nombre "Cherish the Ladies" es el título de una tonada irlandesa, grabada con mucho éxito por Los Chieftains en su cuarto álbum.
Joanie Madden, de padres irlandeses, ganó el campeonato absoluto de toda Irlanda de flauta irlandesa en 1984. Durante un tiempo Winifred Horan fue miembro tanto de Cherish como de Solas. Cathie Ryan, Heidi Talbot y Maureen Doherty Macken también han sido miembros. La banda ha estado de gira por Norteamérica, Suramérica, el Reino Unido y Europa. Normalmente van acompañadas de bailarines irlandeses en el escenario.

## Miembros

### Miembros actuales
- Joanie Madden
- Mary Coogan
- Heidi Talbot
- Mirella Murray
- Roisín Dillon

### Exmiembros
- Marie Reilly
- Deirdre Connolly
- Mary Rafferty
- Donna Long
- Siobhan Egan
- Aoife Clancy
- Winifred Horan
- Cathie Ryan
- Maureen Doherty Macken

## Discografía
- Cherish the Ladies (1985)
- The Back Door (1992)
- Out and About (1993)
- New Day Dawning (1996)
- Live! (1997)
- One and All: The Best of Cherish the Ladies (1998)
- Threads of Time (1998)
- At Home (1999)
- The Girls Won't Leave the Boys Alone (2001)
- On Christmas Night (2004)
- Woman of the House (2005)